# 保積ぺぺ
保積 ペペ（ほづみ  ペペ、1958年4月21日 - ）は、日本の俳優。本名：保積 正幸。芸名のペペはカタカナ。一時期、芸名を保積 春大としていたが、また元のペペに戻していた。
東京都出身。明治大学付属中野高等学校定時制卒業。クレオ、杉山事務所 を経て、ダブルフォックスに所属していた。

## 来歴
1964年、興和の風邪薬、コルゲンコーワの「おめぇ、ヘソねえじゃねぇか」のCMでデビュー。
1966年、『丸出だめ夫』で主演に抜擢。番組は初回から人気を得て1年間に渡り放送。作品のヒットと共に知名度も上がった。
その後は『飛び出せ!青春』『われら青春!』と、学年をダブって連続出演した生徒・山本大作役でレギュラー出演。
俳優業の傍ら、1996年から東京都目黒区に焼き餃子のお店「ペペちゃん餃子」を開業していたが、2005年をもって休業している。
俳優業も2013年以降の活動は確認されていない。

## 人物
『スーパーロボット レッドバロン』で擬斗を担当した高倉英二は、「当時子役であったが芝居に長けており、コメディリリーフ的な動きを自ら膨らませていった」と証言している。
身長180cm、体重80kg。趣味はゴルフ。
24、25歳の頃に改名を考えたことがあり、その時霊能者に診てもらったところ「『周平』がいい」と言われたことがあったが、その後改名のタイミングを失ってしまう。その後も大人の役を演じるためには名前が「ペペ」ではまずいと思い続け、1991年の時点でも、「改名を真剣に考えている」と話していたことがある。

## 出演

### 映画

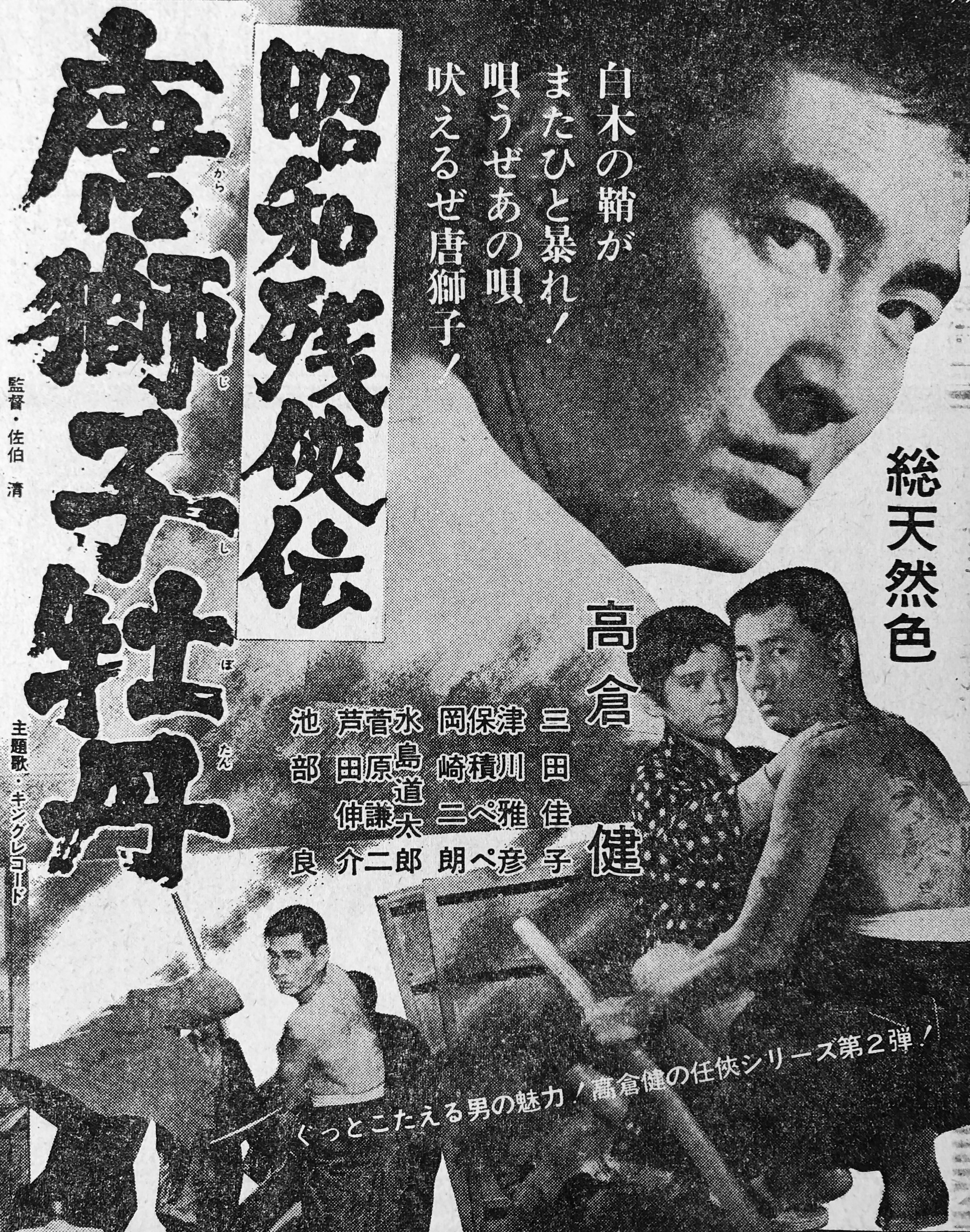
『昭和残侠伝 唐獅子牡丹』（1966年）。子役として出演した。

- 昭和残侠伝 唐獅子牡丹（1966年） - 秋山和夫
- 脅迫　おどし（1966年） - 正夫
- ザ・タイガース　世界はボクらを待っている（1968年） - 唯
- 東海道お化け道中（1969年、大映） - 新太
- 幕末（1970年） - 佐市
- 飛び出せ!青春（1973年） - 山本大作
- ご存知!ふんどし頭巾（1997年） - アイダ
- 金田一少年の事件簿　上海魚人伝説 （1997年） - 小林哲治
- いつかA列車に乗って（2003年）
- 七人の弔（2004年） - 西山政彦
- 佐賀のがばいばあちゃん（2006年）
- 海でのはなし。（2006年）
- 日本沈没（2006年）
- アバター（2011年） - 松田幸造

### Vシネマ
- ミナミの帝王

### テレビドラマ
- 特別機動捜査隊 （NET / 東映）
  - 第194話 「河の女」（1965年） - 保安官の子供
  - 第782話 「わたしのお父さん」（1976年） - 定岡努
  - 第794話 「ある受験生の詩」（1977年） - 山本悟
- 丸出だめ夫（1966 - 67年、NTV / 東映東京製作所） - 丸出だめ夫
- アタック拳 第1話  「ツタンカーメン襲撃作戦」  (1966年 - 1967年、NET / 東映テレビプロ)
- 新吾十番勝負 第26話「少年と空と旅」（1967年、TBS / 松竹テレビ室）- 小太郎
- ジャイアントロボ 第8話「両面怪獣ダブリオンの挑戦」（1967年、NET / 東映東京製作所） - 次郎
- クレオくん（1968年、CX） - タケオ
- 無敵わんぱく（1968年、ABC / 山崎プロ） - 栗若
- コメットさん 第65話「ハチの子を救え」（1968年、TBS / 国際放映）
- 飛び出せ!青春（1972年、NTV / 東宝）- 山本大作
- どっこい大作 第20話「ズッコケ野郎の親孝行!?」（1973年、NET / 東映） - 松本英二
- スーパーロボット レッドバロン 第1話「ロボット帝国の陰謀」 - 第26話「鉄面党デビラーの最後」（1973年、NTV / 宣弘社） - 堀大作
- われら青春!（1974年、NTV / 東宝） - 山本大作
- 夜明けの刑事 （TBS / 大映テレビ）
  - 第2話「キャロル知らない奴はおくれてる」（1974年）
  - 第58話「女一人夜の恐怖!」（1976年）　- 吉村順
  - 第96話「猫神家一族に何が起こったか?」（1976年）
- 太陽にほえろ!（NTV / 東宝）
  - 第126話「跳弾」（1974年） - 石川実
  - 第268話「偶然」（1977年） - 北川 ※保積春大名義での出演
  - 第323話「愛は何処へ」、第324話「愛よさらば」（1979年） - 木崎
  - 第569話「ホームラン」（1983年） - 内藤勝
  - 第589話「共謀」（1984年） - 威
  - 第615話「相棒」（1984年） - 内藤
  - 第644話「七曲署全員出動・狙われたコンピューター」（1985年） - 谷口康
- がんばれ!!ロボコン 第31話「プンゲララ! 笑わせるのも命がけ」（1975年、NET / 東映） - 学生
- 銭形平次 第481話「幸せの行方」（1975年） - 卯七
- 俺たちの旅（1975年、NTV / 東宝） - バスケットボール部員
- 火曜日のあいつ　第17話「悲恋!トラック一座また会う日まで」（1976年、TBS・東宝）-旅芝居一座　五郎
- 少年ドラマシリーズ / 11人いる!（1977年、NHK） - ガンガス・ガクトス
- 新五捕物帳 第6話「ドジ野郎いちばん手柄」（1977年、日本テレビ / ユニオン映画）※保積春大名義で出演
- 金曜ドラマ（TBS）
  - 岸辺のアルバム（1977年） - 二宮（大学生）
  - ふぞろいの林檎たち パートII 第9話「まわりに悲劇がありますか?」（1985年） - 八木（チンピラ）
  - ケイゾク（1999年） - 痴漢男
  - QUIZ（2000年） - 菅井芳夫
- 大江戸捜査網（12ch→TX / 三船プロ）
  - 第336話「鉄火娘 怒りの一番纏」（1978年） - 新太郎
  - 第382話「美女誘拐謎のセリ札」（1979年） - 伊八
  - 第424話「長屋を襲う二万坪の陰謀」（1979年） - 源次
  - 第484話「大虐殺 砂金の陰謀」（1981年） - 平吉
  - 第516話「意地悪婆さん、危機一髪」（1981年） - 朝吉
  - 第531話「母に託す謎の印籠」（1982年） - 宇之吉
  - 第555話「女狩り 黒い十手の怨み節」（1982年） - 栄吉
  - 第580話「絶唱 夜霧に消えた女郎花」（1983年） - 竜吉
  - 新 大江戸捜査網 第4話「密会は殺しの誘い」（1984年） - 徳次郎
- 同心部屋御用帳 江戸の旋風（第4シリーズ） 第17話「若い狼たち」（1979年、CX / 東宝） - 徳次
- メガロマン（1979年、CX / 東宝） - 由利兵介
- 噂の刑事トミーとマツ（TBS / 大映テレビ）
  - 第1シリーズ
    - 第12話「張り込み先の珍家族」（1980年） - 浪人生（強盗一味共犯）
    - 第36話「トミマツやりすぎ! 課長をタイホ」（1980年） - 笹山の舎弟
    - 第55話「トミマツ卒倒! 真冬に出たぞ女幽霊」（1981年） - 山下

  - 第2シリーズ（1982年）
    - 第12話「トミーの月光仮面、恐怖の大暴走!」 - 須崎
    - 第21話「敵は脱走犯! トミマツ死の珍道中」 - 吉田の共犯者
    - 第30話「トミマツ生き埋め! 「トミコ」が出ない!!」 - 上野
    - 第38話「マツが妊娠? 課長突然の恐怖」 - 中村勇一
- 木曜ゴールデンドラマ / さすらいの甲子園（1980年、NTV） - 江尻
- 大捜査線シリーズ 追跡 第33話「恋人よ! ダンシング・オールナイト」（1980年、CX）
- 文吾捕物帳 第4話「笑う死人たち」（1981年、ANB / 三船プロ）
- 秘密のデカちゃん（1981年、大映テレビ / TBS）
  - 第5話「コソ泥が新婚家庭で盗んだモノは?」 - ジョー
  - 第17話「キャッ! チュウまでしたのに別の人?」 - 及川の共犯A
- 土曜ワイド劇場（ANB）
  - 西村京太郎トラベルミステリー 第1作「終着駅〈ターミナル〉殺人事件」（1981年）- 川島史郎
  - 高橋英樹の船長シリーズ 第9作「愛と死の殺人海流」（1997年） - 松崎安弘
  - 終着駅シリーズ 第13作「殺人の赴任」（2001年）- 道浦良一
- 西部警察 PART-II 第26話「-北都の叫び- カムバック・サーモン」（1982年、ANB / 石原プロ） - 林英二（松倉三郎）
- 特捜最前線（ANB / 東映）
  - 第293話「木枯らしの街で!」（1982年）
  - 第389話「さらば、海の老兵!」（1984年）
  - 第456話「終着駅の女I 新宿駅・田所初江の蒸発!」（1986年）
- だんなさまは18歳 第14話「ミッチと不良の恋戦争」（1983年、TBS / 大映テレビ） - 河原一郎
- 右門捕物帖 第12話「江戸から消えた女」（1983年、NTV / ユニオン映画）
- 火曜サスペンス劇場 / 土地狂乱殺人事件（1987年、NTV）
- ベイシティ刑事 第20話「お嬢さま刑事 鉄人レースを激走」（1988年、ANB / 東映）
- さすらい刑事旅情編（ANB / 東映）
  - さすらい刑事旅情編 第1話「寝台特急“北斗星”の殺意」（1988年）
  - さすらい刑事旅情編II 第17話「痴漢が死んだ! 偽証する女」（1990年）
- ザ・刑事 第3話「覗かれた美人モデルを追え!」（1990年、ANB） - 小森敏也
- 刑事貴族シリーズ（NTV）
  - 刑事貴族 第25話「撃たれたのは誰か」（1990年） - 三上
  - 刑事貴族2 第11話「父と娘の絆」（1991年） - 安藤
- 秋の特選サスペンス / 九月のミンク（1992年、KTV / 東映）
- 月曜ドラマスペシャル→月曜ゴールデン（TBS）
  - 十津川警部シリーズ 第3作「上野駅殺人事件」（1993年） - 刑事
  - 森村誠一サスペンスシリーズ 第6作「唄」（2006年）
  - 警視庁鑑識課〜南原幹司の鑑定〜 第3作（2013年） - 須藤泰造
- ウルトラマンダイナ 第37話「ユメノカタマリ」（1998年、MBS） - 西岡
- サタデードラマ / プリズンホテル（1999年、ANB）
- TRICK2 第4話「100%未来予知～新たなナゾ」（2002年、ANB） - 夜逃げ屋
- ホーム&アウェイ（2002年、CX）
- 金曜エンタテイメント / 十津川警部夫人の旅情殺人推理 第3作（2005年） - 合田琢
- 女と愛とミステリー
  - 小早川警視正シリーズ2」（2003年） - 田渕一郎
  - 警部補・鳴沢了 破弾」（2005年、TX） ‐ 瓜生昇
- エル・ポポラッチがゆく!!（2007年、NHK） - ゴロさん
- スミレ16歳!!（2008年、BSフジ） - 勅使河原ススム校長
- ウルトラゾーン 「メフィラスの食卓（前編、後編）」（2012年、tvk / CTC / TVS / SUN / NBN） - 総理大臣

### 人形劇
- ちびっこモグ

### バラエティ
- とんねるずのみなさんのおかげです
- とんねるずのみなさんのおかげでした

### CM
- 興和「コルゲンコーワ」[3] デビュー作
- 東京海上
- ジョージア・マイルドテイスト（1999年）

WEB
- グラウエンの鳥籠（1999年） - 岩田善一郎